# Giancarlo Pauletto
Giancarlo Pauletto (Portogruaro, 1941) è un critico d'arte e storico dell'arte italiano.
Sia come curatore sia come critico si è dedicato innanzitutto a artisti visivi moderni, italiani e stranieri.

## Biografia
Compiuta la laurea in filosofia dell'Università di Padova, Giancarlo Pauletto si specializza presto in arte contemporanea (pittura, scultura, fotografia). Curando mostre e pubblicazioni ha contribuito a fare conoscere artisti provenienti da vari paesi, come dagli Stati Uniti il pittore Richard Anuszkiewicz, esponente dell'Op art oramai di fama mondiale, e i fotografi Wendy Sue Lamm e William Klein, dalla Francia il pittore e scrittore d'origine fiamminga Michel Seuphor, dalla Svizzera il fotografo René Burri e il pittore Jörg Schuldhess, dalla Croazia il pittore astratto Edo Murtić, sua moglie Goranka Vrus e il pittore Kosta Angeli Radovani, dall'Austria lo scultore Franz Rosei, dalla Germania il pittore e disegnatore Klaus Karl Mehrkens e la pittrice Brigitte Brand, dalla Slovenia il pittore Franco Dugo, e dal Sudafrica il fotografo David Goldblatt. Nel corso della sua carriera ha scritto molti libri assieme ad altre personalità del mondo delle arti, tra le altre con gli artisti Getulio Alviani, Lucio Fontana e Luigi Veronesi e con gli scrittori Enrico Crispolti, Pietro Giacomo Nonis, Tito Maniacco, Dino Menichini e Luciano Padovese.

### Storico d'arte e curatore
Tra le attività di ricerca storica di Giancarlo Pauletto è notevole il suo lavoro sui disegni inediti di Pier Paolo Pasolini, eseguiti durante la permanenza dell'artista a Casarsa della Delizia negli anni quaranta e presentato dal prof. Pauletto durante il convegno Pier Paolo Pasolini, un poeta del Friuli tenutosi a Codroipo nel 2002 e pubblicato in un libro lo stesso anno. Cercando di ipotizzare cosa avesse stimolato il Pasolini a cimentarsi nella pittura il prof. Pauletto ha evidenziato gli incontri con diversi pittori durante il periodo di Casarsa in una ricerca anteriore intitolata "Nella luce candida e cruda. Pasolini e i pittori friulani 1940-50".
Ma i lavori storici di Pauletto non si limitano alla pittura pasoliniana. Trattano infatti di temi molto svariati come, tra gli altri, l'arte e la vita contadina del primo Novecento; i manifesti delle fiere e mercati dell'Ottocento; gli arazzi dalla Certosa di Valmanera in Asti; o ancora gli oggetti e immagini del periodo del precinema, anteriori ai Fratelli Lumière: ha collaborato con l'Associazione Culturale Archivio Carlo Montanaro per allestire la prima mostra del materiale del critico cinematografico Carlo Montanaro intitolata Prima dei Lumière: Oggetti documenti immagini avanti e attorno al cinema dalla collezione Carlo Montanaro di Venezia, e in questa occasione fu pubblicato il primo catalogo stampato della collezione, a cura di Carlo e Giovanni Montanaro e Giancarlo Pauletto. Nel 2005 il Pauletto ha pubblicato un libro monografico sulle sue ricerche rispetto alla raffigurazione del Cristo nell'arte intitolato Grandi temi di storia dell'arte - la vita di Cristo - elenco delle opere illustrate.
Il Pauletto è stato "l'ideatore e il curatore di tantissime delle mostre organizzate alla Sagittaria", cioè la galleria espositiva del Centro culturale A. Zanussi fondata da Lino Zanussi nel 1965. La Galleria d'arte Sagittaria ha superato 430 mostre d'arte tra la sua fondazione e la fine del 2010 e possiede un fondo di oltre 500 opere d'arte donate dagli artisti che vi tennero delle mostre.
Nel 1993 Giancarlo Pauletto ricevette l'incarico di direttore della Galleria comunale Ai Molini di Portogruaro (Galleria Comunale d'Arte Contemporanea).
Alla Sagittaria e ai Molini Pauletto ha lavorato prevalentemente nel settore pittorico e scultoreo e ha curato anche alcune mostre di fotogrammi (ad esempio quella di Luigi Veronesi), di disegni o di carte. Per quanto riguarda gli artisti italiani, sembra che abbia collaborato esclusivamente con artisti oriundi dall'Italia settentrionale. Spesso ha lavorato con artisti esordienti o giovani. Nell'ambito delle sue attività al Centro A. Zanussi ha curato alcune esposizioni di fotografie del Dedica Festival, (ad esempio Wendy Sue Lamm, William Klein, David Goldblatt). Ha anche curato mostre, convegni ed eventi per altri enti pubblici e privati.
Nel 2016 fu pubblicato il libro Nello specchio dell'arte. Tra Venezia e Trieste, cinquant'anni di attenzione alla figura figurativa dal punto d'osservazione di via Concordia Sette Pordenone, che raccoglie dopo cinquant'anni di attività circa 400 saggi di Giancarlo Pauletto dedicati a vari artisti e scritti dall'inaugurazione della Galleria Sagittaria del 1966.

### Scrittore e critico d'arte
Dagli inizi degli anni settanta, Giancarlo ha pubblicato, da solo o assieme ad altri autori, numerosi libri d'arte, spesso in congiunzione con una mostra da lui curata. Il Pauletto ricopre la funzione di vicepresidente del Centro Iniziative Culturali di Pordenone (CICP), una delle istituzioni del Centro Zanussi, e funge da membro del gruppo redazionale del mensile culturale Il Momento, nel quale relaziona periodicamente sugli eventi d'arte attuali e pubblica delle critiche artistiche. È inoltre redattore per il giornale veneto Il Popolo. Ha contribuito alla pubblicazione di collezioni d'arte private importanti, ad esempio quella della Fondazione Crup e quella della Fondazione cassa di risparmio di Udine e Pordenone, entrambe edite dalla casa editrice Skira.
Il Pauletto non ha solo pubblicato numerosi libri d'arte e articoli. A partire dal 1990 scrive anche sulle sue passioni, vale a dire il ciclismo, la natura, le Dolomiti bellunesi, l'Italia nord-orientale, e anche libri per bambini. Tra le sue opere si trova, oltre ai saggi e le guida pratiche, anche una narrativa sull'infanzia intitolata Neiges d'antan. Inverni e presepi, musiche e lune nel 1950.
Nel 1998 ha pubblicato un libro sul campione di ciclismo Alfredo Binda: intitolata La testa e i garun. Alfredo Binda si confessa a Duilio Chiaradia, quest'opera è la trascrizione di un'intervista che Pauletto aveva fatta nel 1985 con Duilio Chiaradia, pioniere e maestro della ripresa sportiva in televisione, nella sua casa di Milano. Nell'ambito sportivo il Pauletto s'interessa non solo al ciclismo, sicché nel 2006 ha presentato nella Sagittaria un evento intitolato "Weltsprache Fußball. Calcio, lingua universale", che era il contributo del Goethe-Institut al programma artistico e culturale ufficiale del Campionato mondiale di calcio 2006 (in Germania), ideato in collaborazione con la Magnum Photos. Il titolo Weltsprache Fußball, un'espressione già consacrata in lingua tedesca, fa riferimento al carattere "democratico" dello sport, che non conosce le frontiere. La mostra quindi presentava delle fotografie dagli archivi della cooperativa fotografica Magnum centrate sulle persone: delle persone di ogni età, di ogni origine e di ogni condizione sociale. L'evento itinerante fu realizzato in circa 80 paesi e comprendeva delle fotografie staccate da fotografi celebri come Henri Cartier-Bresson, Josef Koudelka, Herbert List, Martin Parr, Luc Delahaye, Bruce Gilden, Susan Meiselas, Marc Riboud, Chris Steele-Perkins e John Vink.
Dalla seconda metà degli anni sessanta scrive anche delle poesie, che infine sono state raccolte in un solo volume. Comprende sei parti: "Dai giorni" e "Diario" sono un'antologia di versi pubblicati dallo stesso editore nel 1980. "Tra fuoco e scuro", che dà il titolo alla raccolta, risale ai primi 1980, i "Sonetti" stanno tra 1990 e 2000, "Nel cavo degli occhi" e "Una dura impotenza" circa dalla metà degli anni novanta.

## Mostre curate
(Selezione parziale; ordine alfabetico)
- Richard Anuszkiewicz (Stati Uniti), Pordenone, Galleria Sagittaria, 1988
- René Burri (Svizzera), mostra I tedeschi: la Germania degli anni Sessanta nelle fotografie di René Burri, Dedica Festival 2010, Sagittaria, Pordenone, 371ª mostra, 20 marzo - 9 maggio 2010
- Carlo Carrà, Galleria Sagittaria, Pordenone, 381ª mostra, novembre 2007 - febbraio 2008
- Fabrizio Clerici, Opere 1938-1990, Galleria Sagittaria, Pordenone, 375ª mostra, 18 novembre 2006 - 4 febbraio 2007
- Bruno Chersicla, La città promessa, Galleria Sagittaria, Pordenone, 383ª mostra, 19 aprile - 1º giugno 2008
- Ivan Crico, Disegni e incisioni, Biblioteca civica, Pordenone, 20-28 settembre 2007
- Ado Furlan, Ado Furlan 1905-1971: Artisti e amici romani: Opere 1930-1945, centenario della nascita dello scultore pordenonese Ado Furlan (1905-1971), Pordenone, Galleria Sagittaria, 10 dicembre 2005 - 26 febbraio 2006, Alto Patronato della Presidenza della Repubblica, Ministero per i Beni e le Attività Culturali, Regione Autonoma Friuli Venezia Giulia
- David Goldblatt (Sudafrica), David Goldblatt fotografie: testimonianze dal Sudafrica, Dedica festival, Museo delle scienze, 12 aprile - 25 maggio 2008
- William Klein (Stati Uniti), Contacts, fotogrammi dalla città eloquente, Dedica Festival, 28 marzo - 10 maggio 2009
- Wendy Sue Lamm (Stati Uniti), La terra dei miracoli, Dedica Festival, Pordenone, Teatro Comunale Giuseppe Verdi, 12 marzo - 6 aprile 2007
- Carlo Levi, Carlo Levi 1935-1936 Figure prima della storia, Pordenone, Museo Civico d'Arte, 2006
- Marcello Mascherini, cento disegni, Pordenone, Galleria Sagittaria, 319ª mostra d'arte 21 settembre - 24 novembre 1996
- Klaus Karl Mehrkens, Mehrkens. Acqueforti e disegni, Galleria Sagittaria, Pordenone, 19 maggio 2012 - 21 luglio 2012
- Francesco Messina, Francesco Messina, disegni e pastelli inediti 1940-1980, Pordenone, Museo Civico d'Arte e Chiesa di San Francesco, 1981
- Italo Michieli, Mostra tenuta a Cordovado e San Vito al Tagliamento nel 1997
- Edo Murtić (Croazia), Galleria Sagittaria, Pordenone, ottobre-dicembre 1986
- Armando Pizzinato, Pizzinato: opera grafica (1936-1972), Galleria Sagittaria, Pordenone, 24 febbraio - 4 aprile 1973
- Armando Pizzinato, Pizzinato al Museo di Pordenone, Pordenone, ex Chiesa di San Francesco, giugno-luglio 1983
- Armando Pizzinato, mostra tenutasi a Maniago, novembre-dicembre 1984
- Armando Pizzinato, Galleria Sagittaria, Pordenone, 7 maggio - 16 luglio 2005
- Jörg Schuldhess (Svizzera), Galleria comunale di arte contemporanea, Portogruaro, 1995
- Michel Seuphor, Galleria Sagittaria, Pordenone, aprile-maggio 1987
- Tra Figurativo e Astratto. Nove artisti della Fondazione Concordia Sette, Ciol Cosarini Jeicic Mrakic Pozzati Roccagli Spacal Varisco Veronesi, Galleria Sagittaria, Pordenone, 28 maggio - 28 settembre 2016
- Angelo Variola, Museo Civico e Chiesa di S. Francesco, Pordenone, aprile-maggio 1981
- Luigi Vettori, Mostra retrospettiva, Museo Civico ;– Palazzo Ricchieri, Pordenone, 7 giugno - 31 ottobre 1975
- Luigi Veronesi, Galleria Sagittaria, Pordenone, 1984
- Goranka Vrus (Croazia), Galleria Sagittaria, Pordenone, ottobre-dicembre 1987
- Weltsprache Fußball. Calcio, lingua universale, Mostra del Goethe-Institut, ideata in collaborazione con Magnum Photos Parigi, tenutasi alla Galleria Sagittaria, Pordenone, 370ª mostra, 10 marzo - 2 aprile 2006
- Nane Zavagno, Nane Zavagno – la natura e le forme. Disegno pittura scultura mosaico, parco museale ParCo, Pordenone, 20

## Opere
(Selezione parziale; ordine cronologico)

### Monografie di artisti

#### Anni settanta
- Amadeo Giacomini, Giancarlo Pauletto. Mario Moretti, Pordenone, Centro Iniziative Culturali, 1970
- Giancarlo Pauletto, Pietro Nonis, Marcello De Stefano. Schuldhess, Pordenone, Centro Iniziative Culturali, 1974, pp. 48
- Dino Menichini, Giancarlo Pauletto, Luciano Padovese. Diamante, Pordenone, Centro Iniziative Culturali, Edizioni d'Arte, 1974
- Giancarlo Pauletto (a cura di). Luigi Vettori (1913-1941), Fiume Veneto (PN), Ed. Grafiche Editoriali Artistiche Pordenonesi (G.E.A.P.), e Comune di Pordenone, 1975
- Giancarlo Pauletto. Franco Pedrina. Catalogo della mostra, Pordenone, Centro Iniziative Culturali, Collana: Edizioni d'arte, 1976, ISBN 9788884260963
- Giancarlo Pauletto, Pieraldo Marasi. Pio Rossi, Pordenone, Centro Iniziative Culturali, 1979, pp. 68

#### Anni ottanta
- Giancarlo Pauletto, Marcello Venturoli. Angelo Variola: Retrospettiva di pittura e grafica, Pordenone, Museo Civico, 1981, pp. 154.
- Marcello Venturoli, Giancarlo Pauletto, Luciano Padovese. Angelo Variola: retrospettiva di pittura e grafica, Pordenone, Edizioni Concordia 7, Edizioni d'arte, 1981, pp. 153 (Catalogo della mostra al Museo civico e Chiesa di S. Francesco, aprile-maggio 1981)
- Francesco Messina, disegni e pastelli inediti 1940-1980, con un'introduzione di Giancarlo Pauletto, Pordenone, pubblicazioni del Museo Civico d'Arte, 1982
- Giancarlo Pauletto (a cura di). Luigi Zuccheri (1904-1974), Maniago (PN), Ed. Grafiche Lema, pubblicazioni del Museo Civico d'Arte di Pordenone, 1982
- Giancarlo Pauletto (a cura di). Pizzinato al Museo di Pordenone, Fiume Veneto (PN), Ed. Grafiche Editoriali Artistiche Pordenonesi (G.E.A.P.), pubblicazioni del Museo Civico d'Arte, 1983
- Giancarlo Pauletto. "Il vero illuminato in perfetti equilibri", in catalogo della mostra Tramontin, Pordenone, Edizioni Concordia Sette, 1983
- Giancarlo Pauletto. De Rocco: opera grafica: con tre testi e due lettere di Pier Paolo Pasolini, Pordenone, Concordia Sette, 1984, pp. 59
- Giancarlo Pauletto, Luciano Padovese. Pizzinato a Maniago, catalogo della mostra, Pordenone, Edizioni Concordia 7, Centro Culturale A. Zanussi, 1984, pp. 95
- Giancarlo Pauletto. Luigi Veronesi, Pordenone, Centro Iniziative Culturali, Edizioni d'Arte, 1984, pp. 52
- Giancarlo Pauletto, Luciano Padovese. Alfredo Beltrame, Pordenone, Edizioni Concordia 7, Centro Culturale A. Zanussi, 1985
- Giancarlo Pauletto. Edo Murtić. Catalogo della mostra, Pordenone, Concordia 7, Centro Iniziative Culturali, Collana: Edizioni d'arte, 1986, pp. 22
- Giancarlo Pauletto. Italo Michieli, memoria e poesie: immagini 1923-1970, Pordenone, Edizioni della Provincia di Pordenone, 1986
- Getulio Alviani, Giancarlo Pauletto. Michel Seuphor. Pordenone, Concordia Sette, 1987
- Giancarlo Pauletto, Petar Selem, Vladimir Maleković. Goranka Vrus, Pordenone, Centro Iniziative Culturali, 1987, pp. 30
- Enrico Crispolti, Giancarlo Pauletto. Nane Zavagno, Pordenone, Centro Iniziative Culturali, 1987
- Getulio Alviani, Margaret A. Miller, Giancarlo Pauletto. Richard Anuszkiewicz: Opere 1961-1987, Pordenone, Centro Culturale Casa A. Zanussi, 1988.
- Giancarlo Pauletto, Tonko Maroevi. Kosta Angeli Radovani, Pordenone, Centro Iniziative Culturali, 1988, pp. 172
- Giancarlo Pauletto. Italo Michieli, Basaldella in Campoformido (Udine), Ribis Editore, 1988
- Luigi Veronesi, Giancarlo Pauletto. Genesio De Gottardo, Pordenone, Centro Iniziative Culturali, Collana Edizioni d'Arte, 1989

#### Anni novanta
- Giancarlo Pauletto, Anzil Toffolo, Tito Maniacco. Anzil, Pordenone, Centro Iniziative Culturali, 1990, pp. 120
- Giancarlo Pauletto. Il Veneto orientale nei disegni di Luigi Diamante, Latisana (UD), Edizioni rivista la bassa, 1990
- Floriano De Santi, Giancarlo Pauletto, René Berger, Vanja Strukelj, Roberto Tassi, Michael Semff, Lucio Fontana. Zigaina, Pordenone, Centro Iniziative Culturali, Collana Protagonisti, 1990, pp. 304
- Giancarlo Pauletto. Altieri: Opere 1949-1990, Pordenone, Centro Iniziative Culturali, Collana: Edizioni d'arte, 1990, pp. 44
- Giancarlo Pauletto. William Mccord – Sculture, Pordenone, Centro Iniziative Culturali, 1991, pp. 24
- Giancarlo Pauletto, "Franz Rosei", in: La figura interiore, Pordenone, Centro Iniziative Culturali, 1991
- Luciano Padovese, Giancarlo Pauletto. Edo Murtić. Guerra perché, Pordenone, Centro Iniziative Culturali, 1994, pp. 48
- Giancarlo Pauletto, Licio Damiani. Augusto Culòs: antologica, San Vito al Tagliamento, Comune di San Vito al Tagliamento e ProSanvito, 1994, pp. 33
- Giancarlo Pauletto, "Nella luce candida e cruda. Pasolini e i pittori friulani 1940-50", in Pier Paolo Pasolini: dai campi del Friuli: mostra documentaria, rassegne cinematografiche e teatrali, convegni di studi, incontri e dibattiti, Pordenone, Edizioni della Provincia di Pordenone, Udine, Regione Friuli Venezia Giulia, 1995, pp. 7–11
- Giancarlo Pauletto et al.. Jörg Shimon Schuldhess: Dal Po al Gange. Cara India – Cara Italia, Portogruaro, Galleria comunale di arte contemporanea, 1995
- Luciano Padovese, Giancarlo Pauletto. Mascherini: cento disegni, Pordenone, Edizioni Concordia 7, 1996, pp. 31
- Giancarlo Pauletto (a cura di). Michieli – dipinti, disegni, fotografie, Pordenone, Edizioni della Provincia di Pordenone, 1997
- Luciano Padovese, Giancarlo Pauletto. Bordini, Pordenone, Concordia 7, 1999, pp. 47
- Giancarlo Pauletto. Dugo: La figura e il tempo. Ritratti 1972-1997, Pordenone, Centro Iniziative Culturali, 1998, pp. 184
- Vittorio Rubiu, Francesca Bacci, Giancarlo Pauletto. Burri: Segni di un percorso. Opere 1949-1987, Pordenone, Centro Iniziative Culturali, 1999, pp. 64
- Roberto Budassi, Giancarlo Pauletto. Ferroni: acqueforti dal 1958 al 1997, Udine, Stamperia d'arte Albicocco, 1999, pp. 55

#### Anni duemila
- Giancarlo Pauletto, Angelo Bertani, Ofelia Tassan Caser. Calligaro, vignette per "Le Monde", Pordenone: Biblioteca Civica, Collana Segni e disegni, 2002
- Gianfranco Ellero, Giancarlo Pauletto (a cura di). Arrigo Buttazzoni: l'arte come sogno, Udine, Fondazione Cassa di risparmio di Udine e Pordenone, 2002, testo monografico,  pdf (PDF). URL consultato l'8 marzo 2018 (archiviato dall'url originale il 29 marzo 2012).
- Giuseppe Bergamini, Giancarlo Pauletto. Omaggio a Mirko: Opere 1934-1967, Pordenone, Centro Iniziative Culturali, 2003, pp. 116. ISBN 88-8426-009-4
- Giuseppe Bergamini, Giancarlo Pauletto. Cagli: Opere 1932-1976, Pordenone, Edizioni Concordia, Centro Iniziative Culturali, Collana Protagonisti, 2004, pp. 120. ISBN 88-8426-016-7
- Giancarlo Pauletto, Patrizia Pizzinato (a cura di). Armando Pizzinato: spazi di libertà: opere note e opere inedite 1927 – 1990, Pordenone, Centro Iniziative Culturali, 2005. ISBN 88-8426-017-5
- Giancarlo Pauletto, Luciano Padovese. Armando Pizzinato: spazi di libertà, Pordenone, Centro Culturale A. Zanussi, 2005, pp. 68. ISBN 88-8426-017-5
- Giancarlo Pauletto. Ado Furlan 1905-1971: artisti e amici romani: opere 1930-1945, Cinisello Balsamo (MI), Silvana Editoriale, 2005, pp. 111  (terzo volume di: Ado Furlan 1905-1971 a cura di Alessandro Del Puppo, Flavio Fergonzi, Giancarlo Pauletto)
- Giancarlo Pauletto (a cura di). Carlo Levi 1935-1936: Figure prima della storia, Pordenone, Comune di Pordenone Editore, 2006
- Giancarlo Pauletto. Molinis: liturgie del malessere, Pordenone, Biblioteca civica, 2006, pp. 45
- Giuseppe Bergamini, Giancarlo Pauletto. Fabrizio Clerici. Opere 1938-1990, Pordenone, Centro Iniziative Culturali, 2006, pp. 125. ISBN 978-88-8426-023-9
- Ivan Crico. Segni della metamorfosi. Liriche in bisiàc e disegni ed incisioni, con una prefazione di Giancarlo Pauletto, Comune di Pordenone Editore (Edizioni della Biblioteca di Pordenone), 2007
- Giuseppe Bergamini, Giancarlo Pauletto. Carrà: disegni e acqueforti 1907-1965, Pordenone, Edizioni Concordia, Centro Iniziative Culturali, Collana Edizioni d'arte, Fuori serie, 2007, pp. 117. ISBN 978-88-8426-029-1
- Giancarlo Pauletto, Luciano Padovese (a cura di). Virgilio Tramontin. Friuli, Pordenone, Sartor srl, Centro Iniziative Culturali, Fuori serie, vol. numerati da 1 a 400, 2007, ISBN 978-88-8426-031-4
- Giancarlo Pauletto. Mario Moretti, Le terre magiche, Pordenone, Comune di Pordenone Editore, pubblicazioni del Museo d'Arte, 2007
- Giancarlo Pauletto. Chersicla: La città promessa, Pordenone, Centro Iniziative Culturali, 2008, pp. 72. ISBN 978-88-8426-030-7
- Giancarlo Pauletto. Angelo Giannelli. Segni e colori della vita, opere 1938-2005, Pordenone, Centro Iniziative Culturali, Collana: Edizioni d'arte, pubblicazioni del Museo Civico d'Arte, 2008, pp. 117
- Giancarlo Pauletto, Maria Francesca Vassallo. Tito Maniacco. Carte per la terra promessa, Pordenone, Centro Iniziative Culturali, Collana: Edizioni d'arte, 2009, pp. 56. ISBN 978-88-8426-037-6
- Francesca Vassallo, Luciano Padovese, Giancarlo Pauletto. Anzil. Gli anni Sessanta e opere inedite 1935-1990, Pordenone, Centro Iniziative Culturali Collana: Protagonisti, 2009. ISBN 978-88-8426-040-6

#### Anni duemila e dieci
- Giancarlo Pauletto, Umberto Silva, Maria Francesca Vassallo. Bruno Aita. Scenografie del possibile, Pordenone, Centro Iniziative Culturali, 2010, pp. 45. ISBN 978-88-8426-042-0
- Giancarlo Pauletto. "La bellezza del mondo attraverso il colore",  catalogo della mostra Virgilio Tramontin. La pittura, Pordenone, Edizioni Concordia Sette, 2013

### Pubblicazioni relative a temi scelti dell'arte

#### Anni ottanta
- Giancarlo Pauletto (a cura di). La donazione Casarini, Fiume Veneto (PN), Ed. Grafiche Editoriali Artistiche Pordenonesi (G.E.A.P.), 1981
- Giancarlo Pauletto. Sagittaria: venti anni di arte contemporanea, con un'introduzione di Luciano Padovese, Pordenone, Centro Iniziative Culturali, Collana Edizioni d'arte, 1986, pp. 132
- Umberto Silva, Giancarlo Pauletto. Sagittaria: venti anni di arte contemporanea, con un'introduzione di Luciano Padovese, Pordenone, Centro Iniziative Culturali, Collana Edizioni d'arte, 1989, pp. 36

#### Anni novanta
- Giancarlo Pauletto, Rudolf Nitsch, Zoran Krźišnik. Maestri da Alpe Adria: Opere grafiche. Frohner, Hrdlicka, Vavra, Ciuha, Jemec, Logar, Sefran, Santomaso, Valentini, Vedova, Pordenone, Centro Iniziative Culturali, 1990, pp. 40
- Giancarlo Pauletto, Ines Höllwarth, Otto Breicha. La figura interiore: aspetti della scultura austriaca dopo il 1945 (Sculture e lavori su carta dalla collezione del Rupertinum di Salisburgo), Pordenone, Centro Iniziative Culturali, 1991, pp. 46
- Giancarlo Pauletto. Capi d'opera in Provincia. Pittura e scultura nel Friuli Occidentale dal 1945 agli anni '80, Fiume Veneto (PN), Ed. Grafiche Editoriali Artistiche Pordenonesi (G.E.A.P.), 1991, pp. 129. Catalogo della mostra tenutasi a Villa Varda
- Giancarlo Pauletto. Arte contemporanea delle collezioni della Provincia di Pordenone, Edizioni della Provincia di Pordenone, 1994
- Giancarlo Pauletto, Maria Francesca Vassallo. Sagittaria: opere su carta dalla collezione permanente: 303ª mostra d'arte, Pordenone, Centro Iniziative Culturali, 1995, pp. 40
- Antonino La Spada, Giancarlo Pauletto. Le parole incorniciate: Fiere e mercati dell'Ottocento in Friuli Venezia Giulia e nel Veneto. Cento manifesti, Pordenone, Centro Iniziative Culturali, 1996, pp. 36
- Giancarlo Pauletto. I colori della terra – Arte e vita contadina nella Destra Tagliamento, 1900-1960, Edizioni della Provincia di Pordenone e Regione Friuli V.G., 1997

#### Anni duemila
- Licio Damiani, Gianfranco Ellero, Giancarlo Pauletto. Neorealismo Friulano, Udine, Edizioni Centro Friulano Arti Plastiche, 2001, pp. 167
- Gianfranco Ellero, Giancarlo Pauletto (a cura di). 1942, l'anno delle Poesie a Casarsa, Udine, Edizioni Centro friulano arti plastiche, 2002
- Giancarlo Pauletto. Tra i versanti dell'arte. Cinque presenze nel Friuli Occidentale. Brugnera, Cordenos, Fadel, Pignat, Val, Pordenone, Centro Iniziative Culturali, Tipografia Sartor, 2003, pp. 36. ISBN 978-88-8426-010-9
- Giuseppe Bergamini, Giancarlo Pauletto, Luciano Padovese. Monografie: Maestri italiani del XX secolo, Pordenone, Centro Iniziative Culturali, 2003, pp. 204. ISBN 88-8426-014-0
- Giancarlo Pauletto. Le carte segrete: 100 disegni dal Friuli Occidentale 1930-1960, Pordenone, Centro Culturale A. Zanussi, 2004, pp. 44. ISBN 88-8426-015-9
- Giancarlo Pauletto. Grandi temi di storia dell'arte - la vita di Cristo - elenco delle opere illustrate, Pordenone, Concordia Sette, saggio monografico, 2005
- Giancarlo Pauletto. I volti dell'arte. Autoritratti e ritratti d'artista nel Friuli Occidentale 1882-1984, Pordenone, Comune di Pordenone Editore, 2005
- Carlo Montanaro, Giovanni Montanaro, Giancarlo Pauletto. Prima dei Lumière. Oggetti, documenti, immagini avanti e attorno al cinema dalla collezione Carlo Montanaro di Venezia, Pordenone, Centro Iniziative Culturali, 2006, pp. 69. ISBN 978-88-8426-022-2
- Giancarlo Pauletto, Luciano Padovese. Figure dell'arte. Opere della collezione permanente, Pordenone, Centro Iniziative Culturali, 2007, pp. 73. ISBN 978-88-8426-026-0
- Giuseppe Bergamini, Giancarlo Pauletto (a cura di). Testimonianze d'arte in Friuli: Capolavori della Fondazione Crup, Milano, Skira, 2008, pp. 208. ISBN 978-88-6130-836-7
- Giuseppe Bergamini, Giancarlo Pauletto. La collezione d'arte della Fondazione Cassa di risparmio di Udine e Pordenone, Milano, Skira, 2008, voll. 2: Volume I. Opere d'arte antica, pp. 199; Volume II. Opere del Novecento, pp. 224
- Giuseppe Bergamini, Giancarlo Pauletto, Ugo Scassa. Arazzi del XX secolo dalla Certosa di Valmanera in Asti, Pordenone, Centro Iniziative Culturali, 2008, ISBN 978-88-8426-034-5
- Giancarlo Pauletto, Maria Francesca Vassallo. Mirabili inchiostri. Dieci incisori tra Roma e Milano, Pordenone, Centro Iniziative Culturali, 2009, ISBN 978-88-8426-039-0

#### Anni duemila e dieci
- Giancarlo Pauletto. L'arte della porta accanto. Maestri friulani del '900 da collezione privata, Pordenone, Centro Iniziative Culturali, 2010, pp. 163, EAN 978888426044
- Giancarlo Pauletto (a cura di). La Collezione Concordia 7: Arte dalla storia del Centro Culturale Casa Antonio Zanussi Pordenone, Pordenone, Centro Iniziative Culturali, 2011
- Corrado Albicocco, Giancarlo Pauletto (a cura di). Mehrkens, Acqueforti e disegni, Udine, Stamperia d'Arte Albicocco, 2012
- Giancarlo Pauletto. Nello specchio dell'arte. Tra Venezia e Trieste, cinquant'anni di attenzione alla figura figurativa dal punto d'osservazione di via Concordia Sette Pordenone, Pordenone, Centro Iniziative Culturali, 2016

### Saggi, raccolte di poesie e scritti sulla poesia
- Aldo Colonnello, Giuseppe Mariuz, Giancarlo Pauletto (a cura di). J' sielc' peravali': poesia del Novecento nelle parlate del Friuli Occidentale tra Livenza e Tagliamento, Pordenone, Biblioteca dell'Immagine ed Edizioni della Provincia di Pordenone, 1991, pp. 396
- Giancarlo Pauletto, Guido Cecere. Bremervörde 1944: Mario Moretti - parole e figure dal campo di prigionia, Editore: Fondazione CRUP, Centro Iniziative Culturali, Collana: Testimonianze, 1997, pp. 112.
- Giancarlo Pauletto. Tra fuoco e scuro, Pordenone, Centro Iniziative Culturali, Collana Poesia prosa saggi, 2006, pp. 180. ISBN 978-88-8426-024-6

### Pubblicazioni sul ciclismo, la natura e opere per bambini
- Giancarlo Pauletto. Amati giri ciclici. Poesia e prassi della bicicletta, con disegni di Franco Dugo, Portogruaro, Ediciclo, Collana Coboldolibri, 1990. pp. 132. ISBN 978-88-85327-08-5
- Franco Dugo, Giancarlo Pauletto. 5 disegni per Amati giri ciclici, cartella con cinque disegni a stampa di Franco Dugo e un racconto di Giancarlo Pauletto, Portogruaro, Ediciclo, 1990, 35x50 cm
- Giancarlo Pauletto, Roberto Russi, Sandro Supino. Dolomiti bellunesi in mountain bike. 27 itinerari tra Belluno, Cortina d'Ampezzo, Agordo, Sappada, Portogruaro, Ediciclo, 1991, ISBN 978-88-85327-11-5
- Giancarlo Pauletto. Neiges d'antan. Inverni e presepi, musiche e lune nel 1950, Nuova Dimensione, Collana Scritture, 1993, pp. 153. ISBN 978-88-85327-39-9
- Giancarlo Pauletto, Sandro Supino. In bicicletta tra Veneto e Friuli. 28 itinerari tra natura e arte dal Livenza al Tagliamento, Portogruaro, Ediciclo, Collana Natura e arte in bicicletta, 1995, ISBN 978-88-85327-58-0
- Bruno Anastasia, Giancarlo Pauletto, Sandro Supino. Passi e valli in bicicletta. Dolomiti bellunesi. Portogruaro: Ediciclo, Collana Passi e valli d'Europa, 1996, ISBN 978-88-85327-69-6
- Bruno Anastasia, Giancarlo Pauletto, Sandro Supino. Pässe und Täler mit dem Fahrrad. Belluneser Dolomiten, tradotto in tedesco da F. Pol, Portogruaro, Ediciclo, Collana Passi e valli d'Europa, 1996, pp. 120. ISBN 978-88-85327-71-9
- Giancarlo Pauletto (a cura di). La testa e i garun. Alfredo Binda si confessa a Duilio Chiaradia, Portogruaro, Ediciclo, 1998, pp. 224. ISBN 978-88-85327-88-7
- Giancarlo Pauletto. Memorie di un cercatore di funghi, Nuova Dimensione, Collana: Scritture, 1998, pp. 108. ISBN 978-88-85318-17-5
- Giancarlo Pauletto (a cura di). Alfredo Binda: Le Immagini, Portogruaro, Ediciclo, 1999, pp. 32. ISBN 978-88-85318-28-1
- Giancarlo Pauletto. Pimpa in bicicletta, con 8 illustrazioni di Tullio Francesco Altan, Portogruaro, Ediciclo, Collana Ediciclo art - Cartoline da collezione, 2004, pp. 32. ISBN 88-88829-13-X, ISBN 978-88-88829-13-5
- Giancarlo Pauletto. Amati giri ciclici. Pensieri emozioni e piccole storie in bicicletta, Portogruaro, Ediciclo, Collana Biblioteca del ciclista, nuova edizione, 2006, pp. 240. ISBN 978-88-88829-27-2
- Giancarlo Pauletto. Il Ciclista impenitente. Divagazioni a ruota libera di un passista felice, Portogruaro, Ediciclo, Collana Biblioteca del ciclista, 2011, pp. 202. ISBN 978-88-6549-009-9

### Articoli in riviste
- Giancarlo Pauletto, Attento a ciò che di triste ha la vita (Articolo alla memoria di Armando Buso), in Dimensione Veneto Orientale, 1979.
- Giancarlo Pauletto, La classicità di Armando Pizzinato, in Il Momento, n. 6, giugno 1981.
- Giancarlo Pauletto, Capi d'opera in provincia. Pittura e scultura nel Friuli Occidentale dal 1945 agli anni 80, in Il Momento, supplemento al n. 239, giugno-luglio 1991,  pp. I-VIII.
- Giancarlo Pauletto, Franco Dugo, Stati di coscienza, in Il Momento, dicembre 1995.
- Giancarlo Pauletto, Armando Pizzinato: arte e storia in una grande mostra a Passariano, in Il Momento, n. 289, luglio-agosto 1996,  p. 15.
- Giancarlo Pauletto, Edo Murtić, grande artista europeo e amico importante per Pordenone, in Il Momento, n. 374, gennaio 2005,  p. 11. URL consultato il 18 giugno 2012.
- Giancarlo Pauletto, Il segno e il silenzio di Safet Zec, incisioni italiane dopo Sarajevo, in Il Momento, n. 376, marzo 2005,  p. 15. URL consultato il 18 giugno 2012.
- Giancarlo Pauletto, La città promessa di Chersicla con sculture, pitture e disegni, in Il Momento, n. 407, aprile 2008,  p. 11. URL consultato il 18 giugno 2012.
- Giancarlo Pauletto, I tre fratelli Basaldella ritornano uniti nella loro regione d'origine, in Il Momento, n. 429, luglio-agosto 2010,  p. 11. URL consultato il 18 giugno 2012.
- Giancarlo Pauletto, Grida mute di allarme ecologico nei boschi senz'aria di Bruno Aita, in Il Momento, n. 429, luglio-agosto 2010,  p. 15. URL consultato il 18 giugno 2012.